# Torneio de Montreux de 1967
O Torneio de Montreux de 1967 foi a 40.ª edição do Torneio de Montreux.

## Resultados
| Pos. | País        | J  | V | E | D | GM | GS | DG | Pts |
| ---- | ----------- | -- | - | - | - | -- | -- | -- | --- |
| 1    | Espanha     | 15 | 5 | 5 | 0 | 0  | 34 | 5  | 29  |
| 2    | Montreux HC | 13 | 5 | 4 | 0 | 1  | 23 | 20 | 3   |
| 3    | Holanda     | 10 | 5 | 2 | 1 | 2  | 21 | 16 | 5   |
| 4    | Itália      | 8  | 5 | 1 | 1 | 3  | 16 | 20 | -4  |
| 5    | Bélgica     | 7  | 5 | 1 | 0 | 4  | 20 | 38 | -18 |
| 6    | Alemanha    | 7  | 5 | 1 | 0 | 4  | 12 | 27 | -15 |

|             | Suíça | Alemanha | Países Baixos | Bélgica | Espanha | Itália |
| ----------- | ----- | -------- | ------------- | ------- | ------- | ------ |
| Montreux HC |       |          |               |         |         |        |
| Alemanha    | 2-6   |          |               |         |         |        |
| Holanda     | 3-5   | 7-1      |               |         |         |        |
| Bélgica     | 6-9   | 5-4      | 2-4           |         |         |        |
| Espanha     | 7-0   | 7-0      | 3-2           | 15-2    |         |        |
| Itália      | 2-3   | 2-5      | 5-5           | 6-5     | 1-2     |        |